# Bargebur
Bargebur ist ein Stadtteil im Osten der Stadt Norden und hat rund 500 Einwohner (12/2016), die sich auf einer Fläche von lediglich 0,65 km² verteilen.

## Lage
Baulich ist Bargebur vollständig mit der Norder Kernstadt verwachsen.
Im Süden grenzt der Ortsteil, getrennt durch die hier als Umgehungsstraße Nordens geführte B72, an das Tidofelder Holz, ein Waldgebiet in der Nachbargemeinde Lütetsburg. Am Fehnkanal entlang läuft der sogenannte Verschönerungsweg. Auf alten Karten wird Bargebur auch als „Bergum“ oder „Westekelbur“ bezeichnet.

## Geschichte
Norder Bürger verweigerten den evangelisch-reformierten Christen, innerhalb des damaligen Stadtgebietes ihre Kirche zu bauen. Der Graf von Lütetsburg, Dodo (II.) zu Innhausen und Knyphausen, erlaubte ihnen daraufhin ihr Vorhaben auf seinem eigenen Grund, der bis an die Stadtgrenze heranreichte. Die Norder erschwerten den Bau der Kirche durch "Überfälle", bei denen es u. a. zu Sachschäden kam, bis der reformierte Große Kurfürst von Brandenburg, der zu dieser Zeit Greetsiel besetzt hielt, 1684 Truppen dorthin verlagerte, die den Bau schützten.
Am 1. Juli 1972 wurde Bargebur, das bis dahin zur Gemeinde Lütetsburg gehörte, in die Stadt Norden eingegliedert.

## Sehenswürdigkeiten

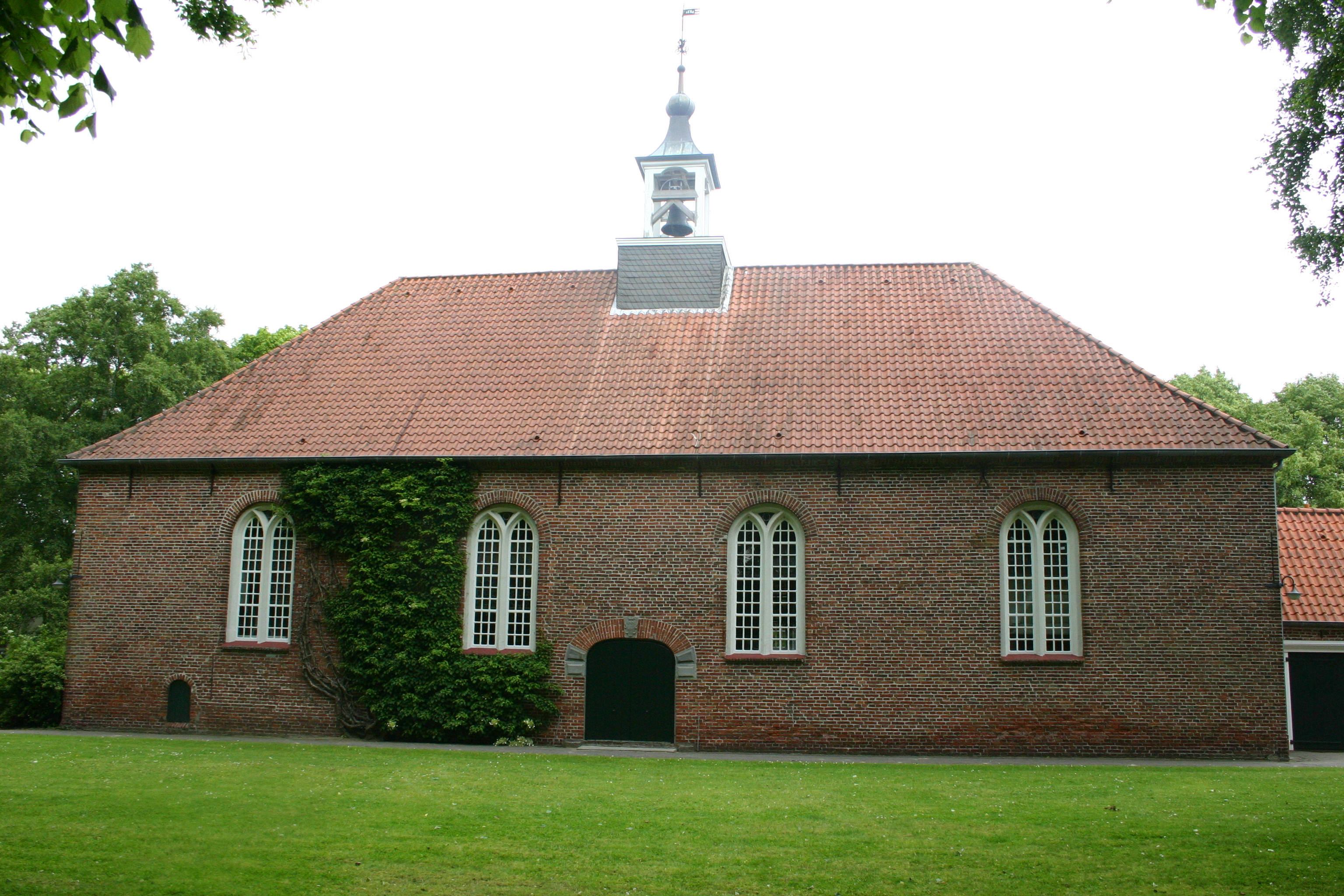
Bargeburer Kirche

- Evangelisch-reformierte Bargeburer Kirche
- Historisches Müllerhaus (Begegnungsstätte)[4]